# Station Siedlisko Czarnkowskie
Station Siedlisko Czarnkowskie is een spoorwegstation in de Poolse plaats Siedlisko.